# Мясоедов, Николай Ефимович
Николай Ефимович Мясоедов (30 ноября 1750 — 5 августа 1825) — действительный тайный советник, сенатор, московский вице-губернатор и директор Главной соляной конторы. Владелец городского особняка на ул. Большая Дмитровка, 8/1. Брат контр-адмирала А. Е. Мясоедова.

## Биография
Сын подпоручика Ефима Ивановича Мясоедова. 20 января 1760 года был записан в Измайловский полк солдатом, 5 мая 1765 года начал действительную службу в Преображенском полку. Дослужившись до капитана, он 1 января 1783 года вышел в отставку с чином бригадира, а через год, 15 мая 1784 года, был определен Тульским вице-губернатором. 21 апреля 1787 года Мясоедов был произведен в статские советники.
В Туле он оставался до 15 мая 1789 года, когда был переведен на ту же должность в Москву. В 1796 году он был назначен сперва обер-прокурором 6-го департамента, затем сенатором в Петербург, с производством в тайные советники. 5 апреля 1797 года был назначен главным директором Соляной конторы. За устройство казенного Старорусского соляного завода, Эльтонского промысла и вообще соляной части Мясоедов был щедро награждён правительством и произведен 12 декабря 1807 года в действительные советники.
В 1815—1816 годах Мясоедов, по высочайшему повелению, ревизовал Тульскую, Курскую и Орловскую губернии. В первой оказались такие злоупотребления, что пришлось отстранить от должностей губернатора и вице-губернатора; во второй ревизия прошла более благополучно, но в Орле «не осталось почти ни одного присутственного места, служащие которого не состояли бы в числе подсудимых. Строгость этой ревизии произвела в среде чиновничества страшную панику, которая еще более увеличилась, когда появилось обвинение орловского местного начальства в намерении отравить сенатора Мясоедова. Обвинению этому сенатор придал полное вероятие и сам лично принялся за расследование».
25 марта 1818 года Мясоедов по прошению был уволен в отставку с пенсией в 4000 рублей. Он умер, не дождавшись окончания возбужденных им дел о злоупотреблениях чиновников, которые в конце концов все были оправданы.

## Отзывы
Князь И. М. Долгоруков, служивший в Соляной конторе под начальством Мясоедова и не ладивший с ним, называл его злобным, мстительным и лукавым интриганом. Мясоедов, по словам князя:
Был ума не широкого и совсем не деловой человек, но пролаз самый хитрый и удачный... Везде все вышнырит, ко всем подъедет, всего в пользу свою добьется, а дойдет ли до настоящего государственного дела; он строчки не умеет написать, не смыслить резолюцию дать... Будучи иногда до крайности высокомерен, бывал и подл до низости, пресмыкающимся животным, когда дело шло о его пользе собственной.

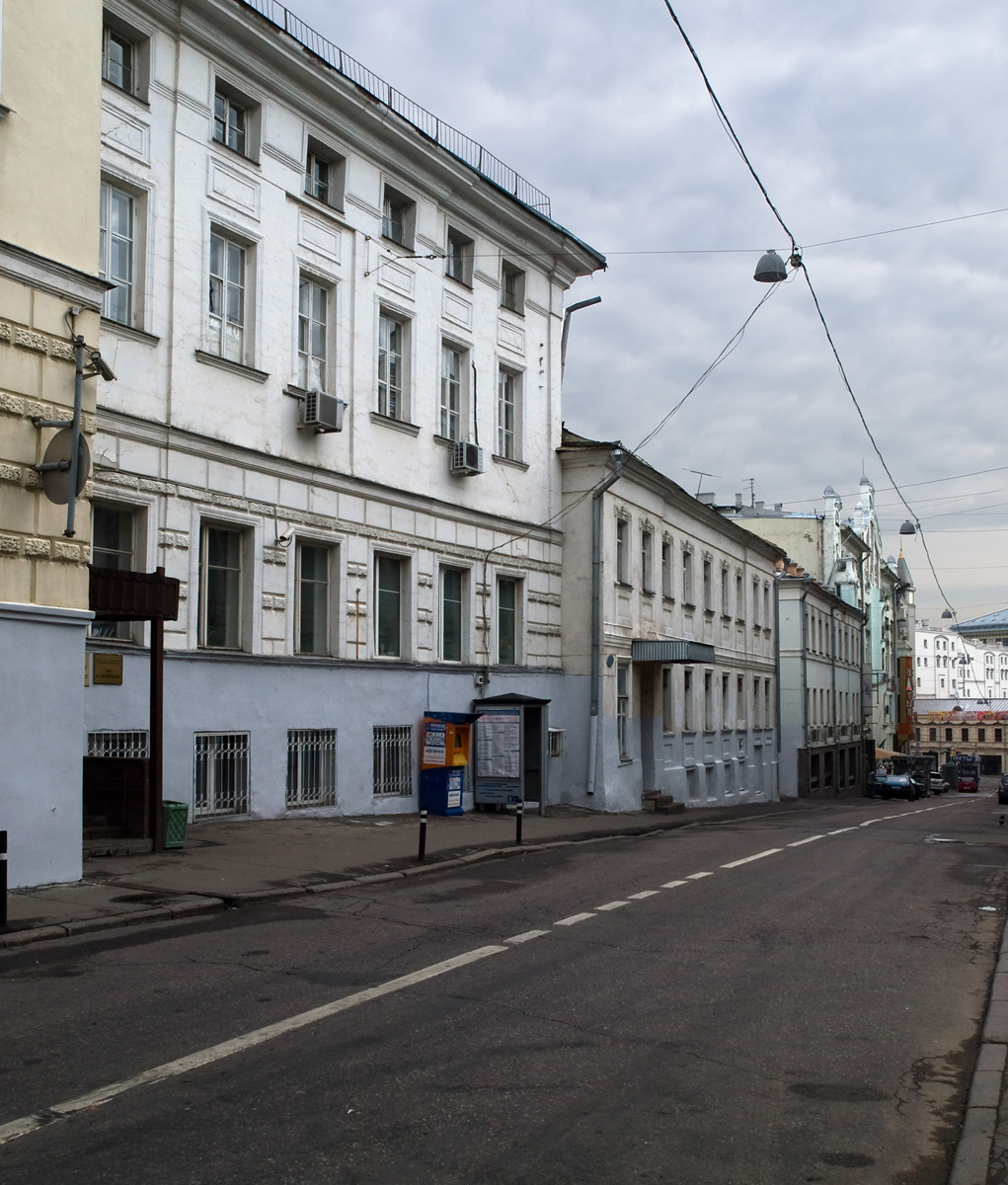
Городская усадьба Мясоедовых

## Семья
Был дважды женат:
1. жена княжна Аграфена Сергеевна Щербатова (19.07.1750—13.11.1801), дочь статского советника князя Сергея Осиповича Щербатова (1707—1777) от брака его с Екатериной Михайловной Стрелковой. Похоронена в Донском монастыре в Москве.
  - Павел Николаевич (1799—1868), с 1811 по 1817 год учился в Царскосельском лицее вместе с Пушкиным. Служил в Оренбургском уланском полку корнетом, позже в министерстве юстиции. Скончался в Петербурге.
2. жена с 1803 года Мария Алексеевна Измайлова (30.01.1763—24.11.1812), дочь отставного капитана гвардии Алексея Михайловича Измайлова (ум. 1783) от брака его с княжной Марией Васильевной Гагариной[2]. В апреле 1797 года была пожалована во фрейлины, но в 1800 году, по желанию, получила отставку с выдачею фрейлинского вознаграждения. Скончалась в Москве и была похоронена в Донском монастыре, где позже был похоронен её муж[3].